# Darío Maravall Casesnoves
Darío Maravall Casesnoves (Xàtiva, 23 de març de 1923 - 28 de novembre de 2016) fou un enginyer valencià, acadèmic de la Reial Acadèmia de Ciències Exactes, Físiques i Naturals.

## Biografia
Estudià el batxillerat a Madrid i el 1956 es doctorà en ciències exactes per la Universitat Complutense de Madrid i el 1958 en enginyeria agrònoma a l'Escola Tècnica Superior d'Enginyers Agrònoms de Madrid. Ha estat catedràtic de física i mecànica de l'ETS d'Enginyers Agrònoms i ha impartit cursos a l'Instituto de España sobre intel·ligència artificial, visió artificial, enginyeria de control, robòtica i automàtica.
Durant els primers anys va treballar en les funcions de Bessel per encàrrec de Julio Rey Pastor. Posteriorment ha treballat sobre processos estocàstics i moviment brownià aplicats a problemes biològics, físics i econòmics, així com a l'estudi de la sedimentació i la pol·lució. A més se'l considera pioner a Espanya en vectors aleatoris isòtrops, mecànica estadística relativista, nous tipus d'equacions integrals en derivades parcials, oscil·lacions hereditàries, teleològiques i fraccionàries, equacions diferencials i geometria dels espais de Finsler.
El 1968 fou escollit acadèmic de número de la Reial Acadèmia de Ciències Exactes, Físiques i Naturals, i en fou president de la Secció d'Exactes de 2004 a 2012, i el 1980 de la Reial Acadèmia de Doctors d'Espanya. També fou escollit acadèmic d'honor de la Real Academia de Cultura Valenciana. És doctor honoris causa per la Universitat Politècnica de València (1997) i medalla d'or de la Universitat Politècnica de Madrid (1989). En 2000 fou nomenat fill adoptiu de la ciutat de València.

## Obres
- Teoria e Aplicaçoes das Oscilaçoes Editorial Globo, Brasil, 1964
- Teoría de la investigación matemática Editorial Dossat, Madrid, 1969
- Grandes Problemas de la Filosofía Científica Editora Nacional, Madrid, 1973
- Diccionario de la Matemática Moderna Editora Nacional, Madrid, 1992
- Cosmología, Galileo, el Sistema Solar y la Materia Editat per Patronato de Cultura del Ayuntamiento de Pozuelo de Alarcón y Amigos de la Cultura Científica, Madrid, 1992 a 1996.
- Introducción a la investigación en Física y Matemáticas Aravaca, Madrid : Empeño, D.L. 1982. ISBN 84-85823-12-5
- La utilidad de la filosofía para el investigador científico: del determinismo de las mecánicas clásicas y relativista al indeterminismo de la mecánica cuántica Universidad de Cantabria, 1981. ISBN 84-600-2497-0
- Fundamentos de mecánica cuántica Universidad Politécnica de Madrid, 1979. ISBN 84-7401-060-8